# Béla Vörös
Béla Vörös es un escultor húngaro de nacimiento y francés de adopción, nacido en 1899 a Esztergom y muerto en Sèvres en 1983. Influido por el cubismo, el arte déco y el arte primitivo africano, Béla Vörös, creó un lenguaje nuevo, manteniéndose fiel a las formas figurativas

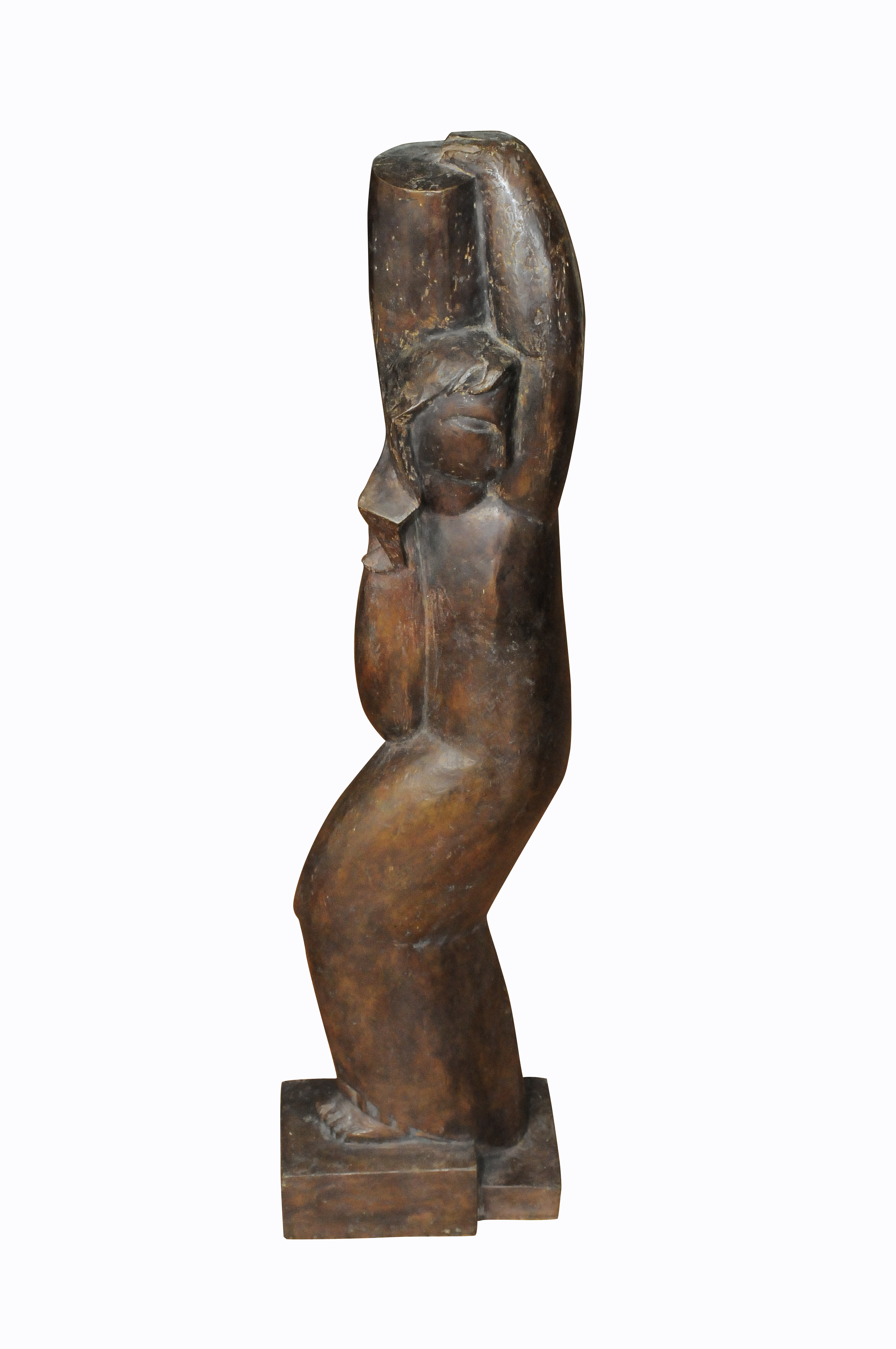
Béla Vörös, Mujer del cántaro, bronce, 1930.

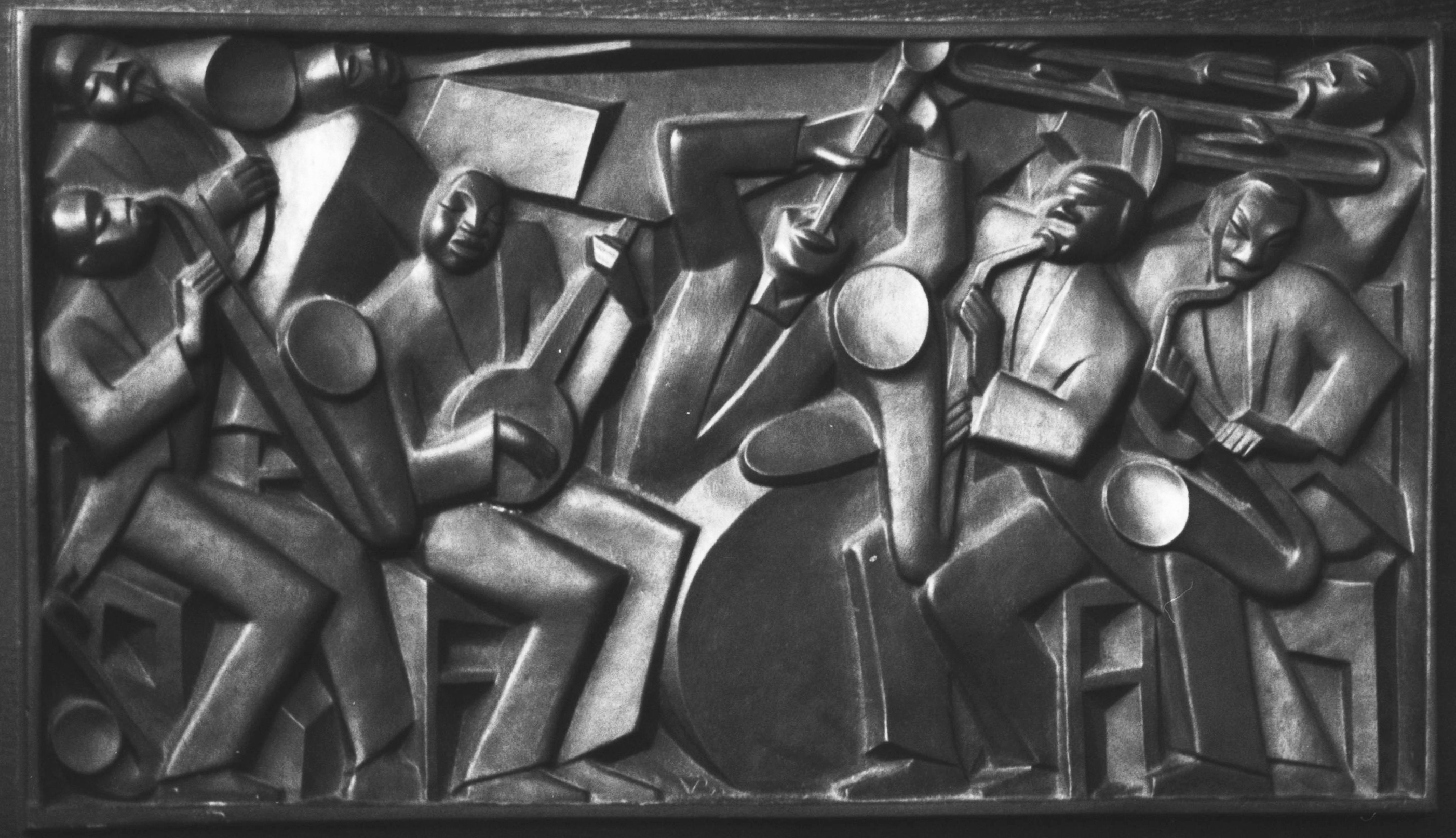
Béla Vörös, Banda de jazz, bronce, 1927.

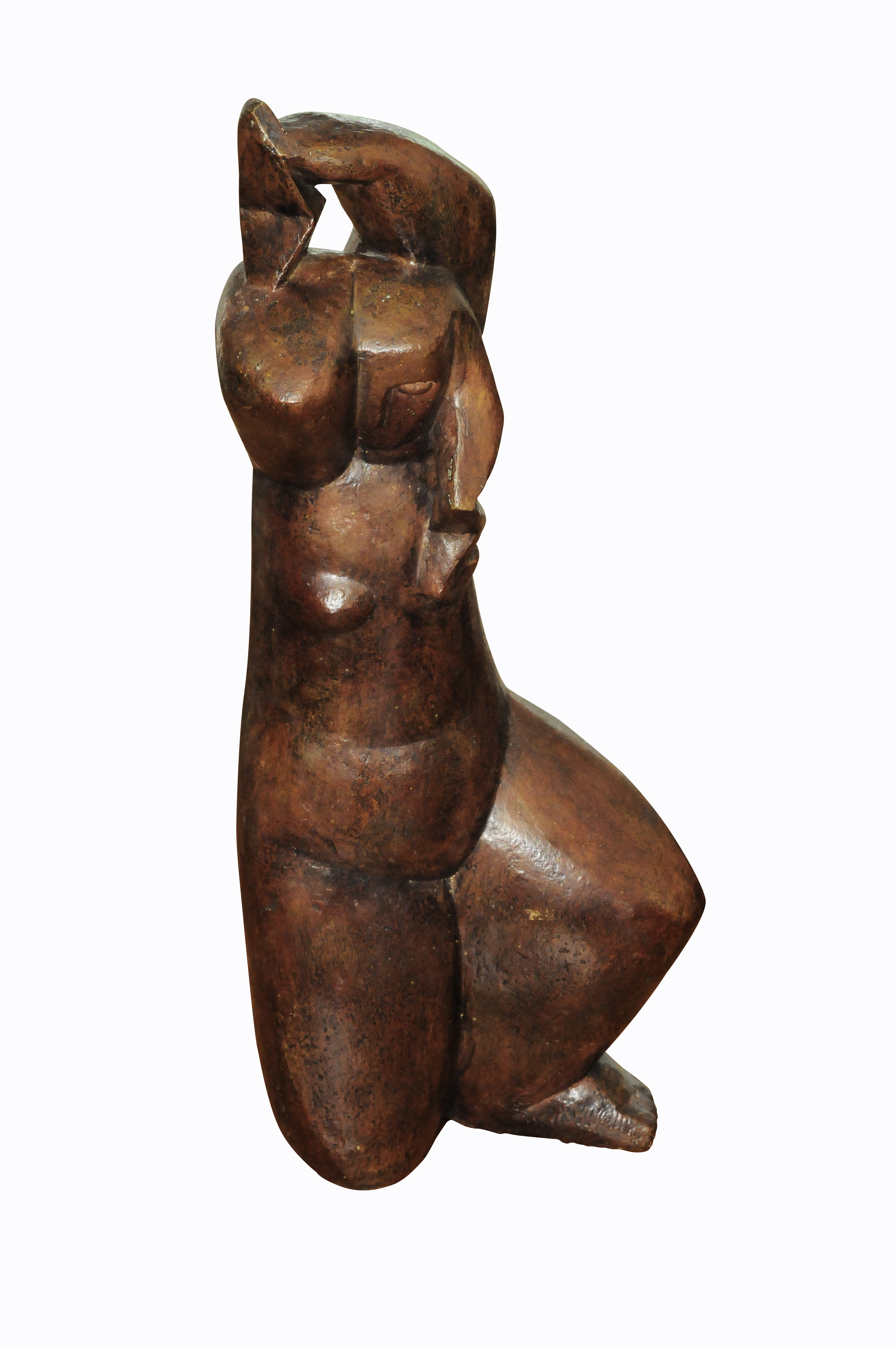
Béla Vörös, Mujer con trenza, bronce, 1927.

## Biografía
Béla Vörös nació en 1899 en Esztergom, Hungría. Por consejo del escultor László Hűvös, discípulo de Rodinse inscribió en 1916  en la Escuela de artes decorativas de Budapest.
En 1917, entró a la escuela de Alajos Stróblu, célebre escultor húngaro de la época, donde fue discípulo de Márk Vedres, precursor húngaro de la escultura moderna. Dos años más tarde, después de la caída de la República Soviética de Hungría, fue excluido para razones políticas, pero prosigue sus estudios en la facultad de pintura de la Academia des Beaux-Arts de Budapest, con István Csók, y después con János Vaszary.
El joven artista logró en 1923 el premio József Fränkel, en 1924 el premio de escultura del museo Ernst, y en 1925 la bolsa de viaje de la Sociedad Pál Szinyei Merse, que  le permitió viajar a París. En Montparnasse, en la efervescencia artística de que se dio entre las dos guerras, se encontró  con el grupo de los emigrados húngaros en el Café de la Coupole : Csáky, Czóbel, Tihanyi, Marcell Vértes y Rudolf Diener-Dénes. Tomó parte activa en la vida artística de París.
En 1928, expone en el Salón de otoño así como al Salón de las Tullerías. 
El año siguiente se instaló en Niza, donde se mantuvo de la producción de objetos de arte y de decoración esculpidas en marfil. Uno de sus clientes fue el modisto Paul Poiret para el que realizó botones, y mangos de paraguas, así como piezas de joyería. Expuso su obra en el Salón de las Bellas Artes de Niza entre 1932 y 1936.
En 1938, vuelve en París, donde pasa años difíciles, perdiendo a su mujer, la pintora Ilona Karikás,  En 1945, Vörös se instaló en Boulogne-Billancourt y trabajó en su taller de Sèvres.
En 1948, participó en la exposición de  artistas franceses, españoles y húngaros en el Salón Nacional en Budapest, así como en la Casa de Hungría a París. Realiza una exposición en la Galería de Berri a París, visitada por el embajador de Hungría de la época, Mihály Károlyi, expresidente de la república húngara de 1918. 

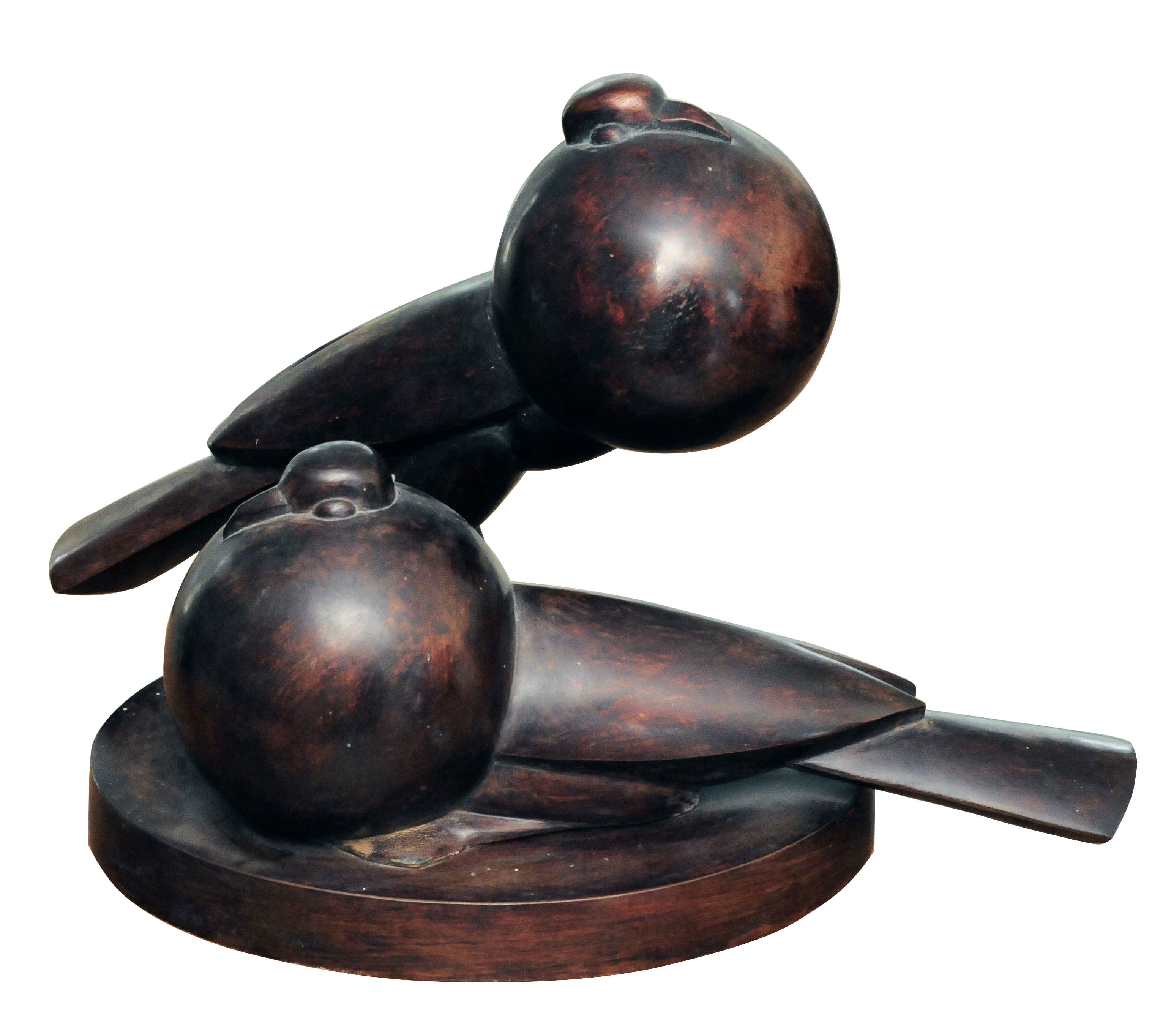
Béla Vörös, Pareja de palomos, 1927.

Habiendo hecho construir una casa sobre sus propios planos, se instaló en 1958 de modo permanente a Sèvres, donde vive retirado. Continúa sin embargo a participar en salones y en las exposiciones colectivas manteniéndose en contacto con la galería de Félix Marcilhac.
En 1961, 1962 y 1967, participó en el Salón de otoño, y en 1965, en la exposición del museo Rodin. En 1970, fue presentado entre los húngaros de París en la exposición « Artistas del siglo XX  emigrados de origen húngaro » en Budapest, así como a la galería Isis a París en 1975.
En 1999, el museo Vasarely de Budapest y el museo Bálint-Balassi de Esztergom le dedican una exposición para su centenario.

## Colecciones
Sus obras están presentes en las colecciones siguientes :
- Museo Bálint-Balassi, en Esztergom ;
- Museo de Bellas Artes de Budapest de Budapest ;
- Museo Jano-Pannonius de Pécs ;
- Museo Alphonse-Georges-Poulain, en Vernon ;
- Museo nacional húngaro, en Budapest.

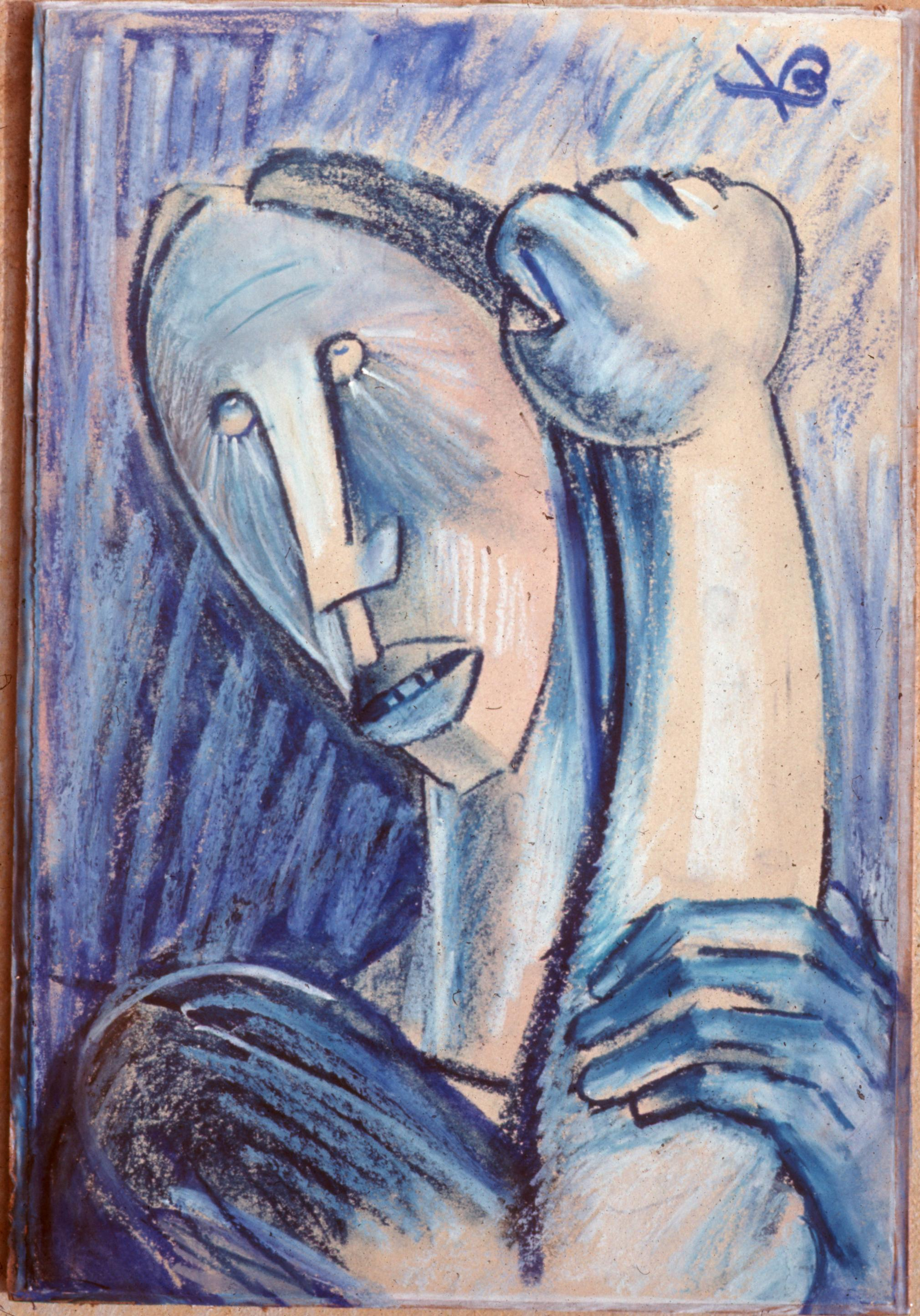
Béla Vörös, Cabeza de mujer.